# Sybroplocia sybroides
Sybroplocia sybroides is een keversoort uit de familie boktorren (Cerambycidae). De wetenschappelijke naam van de soort is voor het eerst geldig gepubliceerd in 1931 door Schwarz.